# طنطوره
طنطوره (به عربی: الطنطورة , التنتوره, لیت. اوج؛ عبری و فنیقی: דור, Dor) یک دهکده ماهیگیری عرب فلسطینی بود که در ۸ کیلومتر (۵ مایل) قرار داشت. شمال غربی زیخرون یاکوف در ساحل دریای مدیترانه اسرائیل. در نزدیکی روستا، ویرانه‌های شهر باستانی فنیقی دور قرار دارد.
روستا بر روی تپه آهکی کم ارتفاع مشرف به خط ساحلی دو خلیج کوچک قرار داشت. آب از چاهی در قسمت شرقی روستا تأمین می‌شد. دروازه الباب در جنوب شرقی روستا بود. ویرانه‌های رومی در ساحل شمال و تپه ام رشید در جنوب بود. در سال ۱۹۴۵ جمعیت آن ۱۴۹۰ نفر بود.
این روستا در مراحل اولیه جنگ اعراب و اسرائیل در سال ۱۹۴۸ هدف قرار گرفت، خانه‌های آن غارت شد و ساکنان فلسطینی عرب آن اخراج شدند و دیگران توسط تیپ الکساندرونی زیرزمینی پالماخ قتل‌عام شدند. کشتار طنطوره برای نخستین بار توسط یک سیاستمدار فلسطینی در سال ۱۹۵۱ مستند شد، چند دهه پیش از اینکه یک مستند اسرائیلی در سال ۲۰۲۲ کشته شدن چندین سرباز ارتش اسرائیل را فاش کرد که تأیید می‌کرد یک قتل‌عام بین چند تا ۲۰۰ قربانی فلسطینی در آن زمان رخ داده است.

## تاریخ
بسیاری از کشتی‌های غرق شده از چندین دوره در آب‌های دور دور کشف شده است.

### عصر آهن
دور جنوبی‌ترین سکونتگاه فنیقی‌ها در سواحل سوریه و مرکزی برای تولید ارغوان تیری بود که از حلزون مورکس که به وفور در آنجا یافت می‌شد استخراج می‌شد. دور نخستین بار در داستان مصری ونامون به عنوان بندری که توسط شاهزاده تجکر بدر اداره می‌شد، ذکر شده است، جایی که ونامون (کشیش آمون در کرنک) در راه خود به بیبلوس توقف کرد و مورد سرقت قرار گرفت.

### مرجع کتاب مقدس عبری
طبق کتاب یوشع، دور یک شهر سلطنتی باستانی کنعانیان بود که فرماندهی ارتفاعات را بر عهده داشت، که پادشاه آن در درگیری با یوشع متحد یابین حازور شد. همچنین از دور در کتاب داوران به عنوان یک شهر کنعانی یاد شده است که ساکنان آن در زمانی که این منطقه به قبیله منسی اختصاص داده شد، به «وظیفه» سپرده شدند (Judges 1:27–28). در کتاب پادشاهان گفته شده است که دور در پادشاهی اسرائیل داوود گنجانده شده است. در سده دهم پیش از میلاد، این شهر به پایتختی ارتفاعات دور در زمان سلیمان تبدیل شد و توسط داماد او، بن ابیناداب به عنوان یکی از ناحیه‌های کمیساریای سلیمان اداره می‌شد.

### دوره هلنیستی و رومی
یوسف فلاوی در آثار باستانی یهودیان (۱۴:۳۳۳) دور را بندری نامطلوب توصیف می‌کند که در آن کالاها باید با فندک از کشتی‌ها در دریا حمل می‌شد. دورا شهری بود که آنتیوخوس، حاکم امپراتوری سلوکی هلنیستی با کمک شمعون حسمونی، تروفون غاصب را محاصره کرد. در طول تهاجم پومپه به یهودیه، دورا به همراه تمام شهرهای ساحلی ویران شد، اما به دستور گابینیوس بازسازی شد.
Dor یک سایت مهم تولید نمک بود، همان‌طور که توسط استخرها و کانال‌های حفر شده در امتداد ساحل گواهی می‌دهد.
در اواسط سده سوم پس از میلاد، شهر به چیزی بیش از یک دهکده ماهیگیری بدتر شده بود.

## کتابشناسی - فهرست کتب
- Abu-Sitta, S.H. (2007). The Return Journey, A Guide to the Depopulated and Present Palestinian Towns and Villages and Holy Sites. Stratford, London: Palestine Land Society. ISBN 978-0-9549034-1-1.
- Barron, J.B., ed. (1923). Palestine: Report and General Abstracts of the Census of 1922. Government of Palestine.
- Benveniśtî, M. (2000). Sacred landscape: the buried history of the Holy Land since 1948 (Illustrated ed.). University of California Press. ISBN 0-520-21154-5.
- Buckingham, J.S. (1821). Travels in Palestine through the countries of Bashan and Gilead, east of the River Jordan, including a visit to the cities of Geraza and Gamala in the Decapolis. London: Longman, Hurst, Rees, Orme and Brown.
- Conder, C.R.; Kitchener, H.H. (1882). The Survey of Western Palestine: Memoirs of the Topography, Orography, Hydrography, and Archaeology. Vol. 2. London: Committee of the Palestine Exploration Fund.
- Department of Statistics (1945). Village Statistics, April, 1945. Government of Palestine.
- Gelber, Y. (2006). Palestine, 1948: War, Escape and the Emergence of the Palestinian Refugee Problem (به فرانسوی). Paris: L'Imprimerie Nationale. ISBN 978-1-84519-075-0.
- Guérin, V. (1875). Description Géographique Historique et Archéologique de la Palestine (به فرانسوی). Vol. 2: Samarie, pt. 2. Paris: L'Imprimerie Nationale.
- Hadawi, S. (1970). Village Statistics of 1945: A Classification of Land and Area ownership in Palestine. Palestine Liberation Organization Research Center. Archived from the original on 2018-12-08. Retrieved 2007-12-03.
- Khalidi, W. (1992). All That Remains: The Palestinian Villages Occupied and Depopulated by Israel in 1948. Washington D.C.: Institute for Palestine Studies. ISBN 0-88728-224-5.
- Karmon, Y. (1960). "An Analysis of Jacotin's Map of Palestine" (PDF). Israel Exploration Journal. 10 (3, 4): 155–173, 244–253. Archived from the original (PDF) on 2017-12-01. Retrieved 2017-09-05.
- Mills, E., ed. (1932). Census of Palestine 1931. Population of Villages, Towns and Administrative Areas. Jerusalem: Government of Palestine.
- Morris, B. (2004). The Birth of the Palestinian Refugee Problem Revisited. Cambridge University Press. ISBN 978-0-521-00967-6.
- Palmer, E.H. (1881). The Survey of Western Palestine: Arabic and English Name Lists Collected During the Survey by Lieutenants Conder and Kitchener, R. E. Transliterated and Explained by E.H. Palmer. Committee of the Palestine Exploration Fund.
- Pappé, I. (2006). The Ethnic Cleansing of Palestine. London and New York: Oneworld. ISBN 1-85168-467-0.
- Petersen, Andrew (2001). A Gazetteer of Buildings in Muslim Palestine (British Academy Monographs in Archaeology). Vol. I. Oxford University Press. pp. 292−293. ISBN 978-0-19-727011-0.
- Pococke, R. (1745). A description of the East, and some other countries. Vol. 2. London: Printed for the author, by W. Bowyer.
- Polzer, M. 2008. "Toggles and Sails in the Ancient World: Rigging Elements Recovered from the Tantura B Shipwreck". IJNA 37: 225–52.
- Pringle, D. (1997). Secular buildings in the Crusader Kingdom of Jerusalem: an archaeological Gazetter. Cambridge University Press. ISBN 0-521-46010-7.
- Rogers, Mary Eliza (1865). Domestic life in Palestine. Cincinnati: Poe & Hitchcock.
- Sa'di, A.H.; Abu-Lughod, L. (2007). Nakba. Columbia University Press. ISBN 978-0-231-13579-5. (Samera Esmeir, 2007, pp. 229-250; in Sa'di and Abu-Lughod)
- Schumacher, G. (1888). "Population list of the Liwa of Akka". Quarterly Statement - Palestine Exploration Fund. 20: 169–191.
- Thomson, W.M. (1859). The Land and the Book: Or, Biblical Illustrations Drawn from the Manners and Customs, the Scenes and Scenery, of the Holy Land. Vol. 2 (1 ed.). New York: Harper & brothers.
- Yazbak, M. (1998). Haifa in the Late Ottoman Period, A Muslim Town in Transition, 1864–1914. Brill Academic Pub. ISBN 90-04-11051-8.